# TeamSpeak
TeamSpeak – komunikator internetowy wykorzystujący technologię VoIP do komunikacji głosowej i tekstowej między wieloma użytkownikami danego serwera. Komunikator jest wykorzystywany głównie przez graczy do szybkiej wymiany informacji w grach wieloosobowych. Serwery tworzone są głównie przez społeczność skupioną wokół komunikatora.

## Wymagania (klient)
Windows:
- XP, 2003, 2008, Vista, 7, 8,10
- Procesor: Intel Pentium III, AMD Athlon XP lub inny (zalecane minimum 800 MHz)
- RAM: 128 MB (zalecane 512 MB)
- Przestrzeń na dysku twardym: 50 MB
- Dostęp do Internetu lub sieci LAN
- Karta dźwiękowa kompatybilna z DirectX 8.1
- Słuchawki lub głośniki
- Mikrofon

Linux:
- W miarę nowoczesne środowisko z pakietem libstdc++6
- Przestrzeń na dysku twardym: 25 MB
- Graficzny interfejs użytkownika(GUI) X11 (np. GNOME, KDE)

macOS:
- Mac OS X 10.4 (Tiger) lub nowszy
- Komputer typu Mac z procesorem PowerPC G4/G5 lub Intel
- Przestrzeń na dysku twardym: 75 MB

Android:
- Procesor ARMv7 (sprzętowy FPU wymagany).
- Android 2.3.3 lub wyższy
- 800 MHz lub więcej
- Zainstalowany Google Play
- WiFi lub sieć 3G lub nowsza

iOS:
- iPhone 4 lub nowszy
- iOS 7.1
- WiFi lub sieć 3G lub nowsza

## System licencyjny serwerów
Producent na swojej stronie internetowej udostępnia możliwość pobrania plików serwerowych dla systemów:
- macOS
- FreeBSD
- Linux
- Windows

Każdy użytkownik może zainstalować i prowadzić własny serwer TeamSpeak bez licencji. Takie serwery mogą jedynie pomieścić maksymalnie 32 osoby w tym samym momencie.
Firma TeamSpeak udostępnia kilka rodzajów licencji:
- Non-Profit License (NPL) - licencja przeznaczona dla klanów, gildii i różnego rodzaju grup graczy wydawane na okres 6 miesięcy (z automatycznym odnowieniem, jeśli serwer nadal działa i nie łamie zasad). Nie może być wykorzystywana w celach komercyjnych, nie może być powiązana z twórcami filmów na YouTube, streamerami ani z serwerami gier. Pozwala na maksymalnie 2 serwery wirtualne, które w sumie mogą mieć maksymalnie 512 połączonych osób jednocześnie. Aktualnie ten typ licencji nie jest już wydawany, ma w przyszłości zostać zastąpiony przez Sponsorship license[3].
- Annual Activation License (AAL) - licencja komercyjna, pozwala na posiadanie na serwerze więcej niż 32 osoby online po jej zakupie na oficjalnej stronie producenta[4].
- Commercial License for Authorized TeamSpeak Host Providers (ATHPs) - licencja wydawana firmom zajmującym się hostowaniem serwerów TeamSpeak. Firmy, które uzyskały taką licencję, pojawiają się na stronie producenta jako autoryzowany hoster[5].
- TeamSpeak 3 Software Development Kit (SDK) License - licencja wydawana dla twórców aplikacji, którzy chcą zaimplementować rozwiązania VoIP wykorzystujące TeamSpeak.

## TeamSpeak 5
Od czerwca 2018 roku program TeamSpeak po aktualizacji klienta 3.1.10 posiada nowe logo, a firma TeamSpeak Systems Inc. ogłosiła zapisy do zamkniętych testów nowej wersji aplikacji - TeamSpeak 5.